# علی‌آباد (ارسک)
علی‌آباد یک منطقهٔ مسکونی در ایران است که در دهستان رقه واقع شده‌است. براساس سرشماری مرکز آمار ایران در سال ۱۳۹۵، علی‌آباد ۲۶ نفر جمعیت دارد.